# National Wildlife Refuge Association
La National Wildlife Refuge Association, ou NWRA, est une association à but non lucratif américaine œuvrant en faveur de la préservation des National Wildlife Refuges du pays. Fondée en 1975, elle a son siège à Washington.